# Гринберг, Роберт
Роберт Гринберг (род. 1954, Бруклин) — американский музыковед, пианист и композитор. Доктор философии Калифорнийского университета в Беркли. Широко известен как автор 22 музыковедческих курсов аудиолекций, записанных компанией The Teaching Company.

## Биография
Доктор Гринберг окончил университет Принстона и получил звание доктора философии по классу музыкальной композиции в университете Калифорнии в Беркли. Его композиции исполняются по всему миру, включая Нью-Йорк, Чикаго, Лос-Анджелес, Англию, Ирландию, Грецию и Италию.

## Список аудиокурсов
- «Бах и Высокое барокко»
- «Фортепианные сонаты Бетховена»
- «Камерная музыка Моцарта»
- «Шедевры концертного жанра»
- «Симфонии Бетховена»
- «Концерт»
- «Симфония»
- «Жизнь и оперы Верди»
- «Оперы Моцарта»
- «Как слушать и понимать оперу»
- «Великие мастера: Бетховен — его жизнь и музыка»
- «Великие мастера: Брамс — его жизнь и музыка»
- «Великие мастера: Гайдн — его жизнь и музыка»
- «Великие мастера: Лист — его жизнь и музыка»
- «Великие мастера: Малер — его жизнь и музыка»
- «Великие мастера: Моцарт — его жизнь и музыка»
- «Великие мастера: Роберт и Клара Шуман — его жизнь и музыка»
- «Великие мастера: Стравинский — его жизнь и музыка»
- «Великие мастера: Чайковский — его жизнь и музыка»
- «Великие мастера: Шостакович — его жизнь и музыка»
- «Как слушать и понимать великую музыку, 3 изд.»
- «Понимание основ музыки»

## Видеолекции
«Музыка: сердце, душа и доллар» (Music: Heart, Soul and Dollar) видео вступительной лекции Роберта Гринберга на фестивале академической музыки, 2007 год.